# Seznam medailistů na letních olympijských hrách ve vrhu koulí
Historický přehled medailistů v vrhu koulí na letních olympijských hrách:

## Medailisté

### Muži
| Rok  | Místo          | Zlato              | Výkon vítěze | Stříbro             | Bronz                |
| ---- | -------------- | ------------------ | ------------ | ------------------- | -------------------- |
| 1896 | Atény          | Robert Garrett     | 11,22        | Miltiadis Gouskos   | Georgios Papasideris |
| 1900 | Paříž          | Richard Sheldon    | 14,10        | Josiah McCracken    | Robert Garrett       |
| 1904 | St. Louis      | Ralph Rose         | 14,81        | Wesley Coe          | Leon Feuerbach       |
| 1908 | Londýn         | Ralph Rose         | 14,21        | Denis Horgan        | John Garrels         |
| 1912 | Stockholm      | Patrick McDonald   | 15,34        | Ralph Rose          | Lawrence Whitney     |
| 1920 | Antverpy       | Ville Pörhölä      | 14,81        | Elmer Niklander     | Harry Liversedge     |
| 1924 | Paříž          | Clarence Houser    | 14,99        | Glenn Hartranft     | Ralph Hills          |
| 1928 | Amsterodam     | John Kuck          | 15,87        | Herman Brix         | Emil Hirschfeld      |
| 1932 | Los Angeles    | Leo Sexton         | 16,00        | Harlow Rothert      | František Douda      |
| 1936 | Berlín         | Hans Woellke       | 16,20        | Sulo Bärlund        | Gerhard Stöck        |
| 1948 | Londýn         | Wilbur Thompson    | 17,12        | Jim Delaney         | Jim Fuchs            |
| 1952 | Helsinky       | Parry O'Brien      | 17,41        | Darrow Hooper       | Jim Fuchs            |
| 1956 | Melbourne      | Parry O'Brien      | 18,57        | Bill Nieder         | Jiří Skobla          |
| 1960 | Řím            | Bill Nieder        | 19,68        | Parry O'Brien       | Dallas Long          |
| 1964 | Tokio          | Dallas Long        | 20,33        | Randy Matson        | Vilmos Varjú         |
| 1968 | Mexico City    | Randy Matson       | 20,54        | George Woods        | Eduard Guščin        |
| 1972 | Mnichov        | Władysław Komar    | 21,18        | George Woods        | Hartmut Briesenick   |
| 1976 | Montréal       | Udo Beyer          | 21,05        | Jevgenij Mironov    | Alexandr Baryšnikov  |
| 1980 | Moskva         | Volodimir Kiseljov | 21,35        | Alexandr Baryšnikov | Udo Beyer            |
| 1984 | Los Angeles    | Alessandro Andrei  | 21,26        | Mike Carter         | Dave Laut            |
| 1988 | Soul           | Ulf Timmermann     | 22,47        | Randy Barnes        | Werner Günthör       |
| 1992 | Barcelona      | Mike Stulce        | 21,70        | Jim Doehring        | Vjačeslav Lycho      |
| 1996 | Atlanta        | Randy Barnes       | 21,62        | John Godina         | Oleksandr Bahač      |
| 2000 | Sydney         | Arsi Harju         | 21,29        | Adam Nelson         | John Godina          |
| 2004 | Atény          | Adam Nelson        | 21,16        | Joachim Olsen       | Manuel Martínez      |
| 2008 | Peking         | Tomasz Majewski    | 21,51        | Christian Cantwell  | Dylan Armstrong      |
| 2012 | Londýn         | Tomasz Majewski    | 21,89        | David Storl         | Reese Hoffa          |
| 2016 | Rio de Janeiro | Ryan Crouser       | 22,52        | Joe Kovacs          | Tomas Walsh          |
| 2020 | Tokio          | Ryan Crouser       | 23,30 – OR   | Joe Kovacs          | Tomas Walsh          |
| 2024 | Paříž          | Ryan Crouser       | 22,90        | Joe Kovacs          | Rajindra Campbell    |

## Medailové pořadí zemí
| Pořadí             | Země                                 | Zlato | Stříbro | Bronz | Celkem |
| ------------------ | ------------------------------------ | ----- | ------- | ----- | ------ |
| 1.                 | Spojené státy americké (USA)         | 20    | 21      | 12    | 53     |
| 2.                 | Polsko (POL)                         | 3     | 0       | 0     | 3      |
| 3.                 | Finsko (FIN)                         | 2     | 2       | 0     | 4      |
| 4.                 | Německá demokratická republika (GDR) | 2     | 0       | 2     | 4      |
| 5.                 | Sovětský svaz (URS)                  | 1     | 2       | 2     | 5      |
| 6.                 | Německo (GER)                        | 1     | 1       | 2     | 4      |
| 7.                 | Itálie (ITA)                         | 1     | 0       | 0     | 1      |
| 8.                 | Řecko (GRE)                          | 0     | 1       | 1     | 2      |
| 9.                 | Maďarsko (HUN)                       | 0     | 1       | 1     | 2      |
| 10.                | Dánsko (DEN)                         | 0     | 1       | 0     | 1      |
| 11.                | Velká Británie (GBR)                 | 0     | 1       | 0     | 1      |
| 12.                | Česko (CZE)                          | 0     | 0       | 2     | 2      |
| 13.                | Nový Zéland (NZL)                    | 0     | 0       | 2     | 2      |
| 14.                | Kanada (CAN)                         | 0     | 0       | 1     | 1      |
| 15.                | Španělsko (ESP)                      | 0     | 0       | 1     | 1      |
| 16.                | Švédsko (SWE)                        | 0     | 0       | 1     | 1      |
| 17.                | Švýcarsko (SUI)                      | 0     | 0       | 1     | 1      |
| 18.                | Ukrajina (UKR)                       | 0     | 0       | 1     | 1      |
| 19.                | Sjednocený tým (EUN)                 | 0     | 0       | 1     | 1      |
| Celkem po LOH 2020 | Celkem po LOH 2020                   | 29    | 29      | 29    | 87     |

### Ženy
od roku 1948
| Rok  | Místo          | Zlato                   | Výkon vítěze | Stříbro                         | Bronz                 |
| ---- | -------------- | ----------------------- | ------------ | ------------------------------- | --------------------- |
| 1948 | Londýn         | Micheline Ostermeyerová | 13,75        | Amelia Piccininiová             | Ine Schäfferová       |
| 1952 | Helsinky       | Galina Zybinová         | 15,28        | Marianne Wernerová              | Klavdija Točonovová   |
| 1956 | Melbourne      | Tamara Tyškevičová      | 16,59        | Galina Zybinová                 | Marianne Wernerová    |
| 1960 | Řím            | Tamara Pressová         | 17,32        | Johanna Lüttgeová               | Earlene Brownová      |
| 1964 | Tokio          | Tamara Pressová         | 18,14        | Renate Garischová-Culmbergerová | Galina Zybinová       |
| 1968 | Mexico City    | Margitta Gummelová      | 19,61        | Marita Langeová                 | Naděžda Čižovová      |
| 1972 | Mnichov        | Naděžda Čižovová        | 21,03        | Margitta Gummelová              | Ivanka Christovová    |
| 1976 | Montréal       | Ivanka Christovová      | 21,16        | Naděžda Čižovová                | Helena Fibingerová    |
| 1980 | Moskva         | Ilona Slupianeková      | 22,41 – OR   | Světlana Kračevská              | Margitta Pufeová      |
| 1984 | Los Angeles    | Claudia Loschová        | 20,48        | Mihaela Loghinová               | Gael Martinová        |
| 1988 | Soul           | Natalja Lisovská        | 22,24        | Kathrin Neimkeová               | Li Mej-su             |
| 1992 | Barcelona      | Světlana Kriveljovová   | 21,06        | Chuang Č’-chung                 | Kathrin Neimkeová     |
| 1996 | Atlanta        | Astrid Kumbernussová    | 20,56        | Suej Sin-mej                    | Irina Chudoroškinová  |
| 2000 | Sydney         | Janina Karolčiková      | 20,56        | Larisa Pelešenková              | Astrid Kumbernussová  |
| 2004 | Atény          | Yumileidi Cumbá         | 19,59        | Nadine Kleinertová              | Světlana Kriveljovová |
| 2008 | Peking         | Valerie Adamsová        | 20,56        | Misleydis Gonzálezová           | Kung Li-ťiao          |
| 2012 | Londýn         | Valerie Adamsová        | 20,70        | Kung Li-ťiao                    | Li Ling               |
| 2016 | Rio de Janeiro | Michelle Carterová      | 20,63        | Valerie Adamsová                | Anita Mártonová       |
| 2020 | Tokio          | Kung Li-ťiao            | 20,58        | Raven Saundersová               | Valerie Adamsová      |
| 2024 | Paříž          | Yemisi Ogunleyeová      | 20,00        | Maddi Wescheová                 | Sung Ťia-jüan         |

## Medailové pořadí zemí
| Pořadí             | Země                                 | Zlato | Stříbro | Bronz | Celkem |
| ------------------ | ------------------------------------ | ----- | ------- | ----- | ------ |
| 1.                 | Sovětský svaz (URS)                  | 6     | 3       | 3     | 12     |
| 2.                 | Německá demokratická republika (GDR) | 2     | 3       | 1     | 6      |
| 3.                 | Nový Zéland (NZL)                    | 2     | 1       | 1     | 4      |
| 4.                 | Německo (GER)                        | 1     | 4       | 3     | 8      |
| 5.                 | Kuba (CUB)                           | 1     | 1       | 0     | 2      |
| 6.                 | Bulharsko (BUL)                      | 1     | 0       | 1     | 2      |
| 7.                 | Spojené státy americké (USA)         | 1     | 1       | 1     | 3      |
| 8.                 | Bělorusko (BLR)                      | 1     | 0       | 0     | 1      |
| 9.                 | Francie (FRA)                        | 1     | 0       | 0     | 1      |
| 10.                | Sjednocený tým (EUN)                 | 1     | 0       | 0     | 1      |
| 11.                | Západní Německo (FRG)                | 1     | 0       | 0     | 1      |
| 12.                | Čína (CHN)                           | 1     | 3       | 3     | 7      |
| 13.                | Rusko (RUS)                          | 0     | 1       | 1     | 2      |
| 14.                | Itálie (ITA)                         | 0     | 1       | 0     | 1      |
| 15.                | Rumunsko (ROU)                       | 0     | 1       | 0     | 1      |
| 16.                | Austrálie (AUS)                      | 0     | 0       | 1     | 1      |
| 17.                | Rakousko (AUT)                       | 0     | 0       | 1     | 1      |
| 18.                | Československo (TCH)                 | 0     | 0       | 1     | 1      |
| 19.                | Maďarsko (HUN)                       | 0     | 0       | 1     | 1      |
| Celkem po LOH 2020 | Celkem po LOH 2020                   | 19    | 19      | 19    | 57     |